# قالوي شيخان (أيل غورك)
قالوي شیخان (بالفارسية: قالوی‌شیخان) هي قرية تقع في إيران في قسم أيل غورك الريفي. يقدر عدد سكانها بـ 93 نسمة بحسب إحصاء 2016.